# 中共阳春县委联络站永生堂
中共阳春县委联络站永生堂，位于中华人民共和国广东省阳江市阳春市春城镇雅铺街36号，为阳春市文物保护单位，类型为近现代重要史迹及代表性建筑。

## 沿革
永生堂是一间有百年历史老字号中药店，是共产党员曾昭常的父亲曾仲书的祖传遗产。1946年5月，曾昭常兄弟分家，永生堂中药店为曾昭常所有。由于当时阳春党组织缺少活动据点和活动经费，曾昭常向党组织献出永生堂，用于中共地下党组织重要的秘密据点。自1945年6月至1949年10月，解放军攻占阳春后，永生堂始终没有暴露。

## 保护
1984年8月，永生堂公布为县文物保护单位。1995年5月，共青团阳春市委命名其为阳春市青少年教育基地。2001年4月，中共阳春市委、阳春市人民政府拨出专款，对永生堂旧址进行修葺。2001年6月，中共阳江市委、阳江市人民政府公布其为阳江市爱国主义教育基地和市文物保护单位。